# 槐树乡 (遂平县)
槐树乡，是中华人民共和国河南省驻马店市遂平县下辖的一个乡镇级行政单位。

## 行政区划
槐树乡下辖以下地区：
槐树村、池庄村、大营村、高楼村、陈庄村、霍庄村、李兴楼村、柳树庄村、罗庄村、坡于村、胜桥村、吴岗村、袁庄村和张吴楼村。